# Ośmiu Nieśmiertelnych Pucharu Wina
Ośmiu Nieśmiertelnych Pucharu Wina (chiń. 飲中八仙; pinyin Yǐnzhōng bāxīan) – ośmiu poetów z czasów dynastii Tang, których łączyło zamiłowanie do napojów alkoholowych. Nazwę dla grupy wymyślił Du Fu, opisując jej członków w swoich wierszach. Nawiązuje ona do taoistycznych Ośmiu Nieśmiertelnych.
Do Ośmiu Nieśmiertelnych Pucharu Wina zaliczają się:
- He Zhizhang
- Li Bai
- Su Jin
- Jiao Sui
- Wang Jin
- Cui Zongzhi
- Li Shuzhi
- Zhang Xu